# Comité national olympique de la république du Kazakhstan

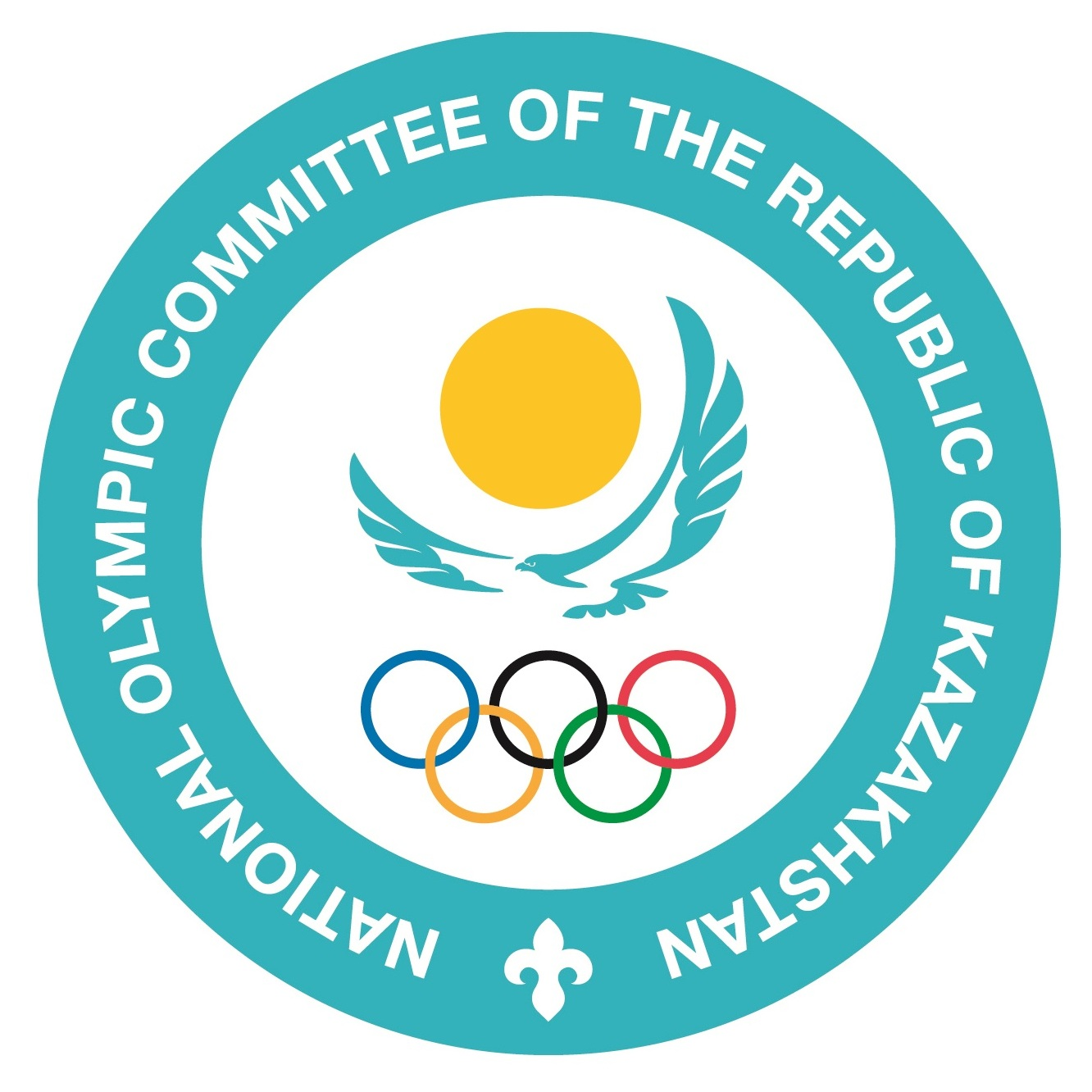
Logo du comité national olympique de la république du Kazakhstan

Le Comité national olympique de la république du Kazakhstan est le comité national olympique du Kazakhstan fondé en 1990 lors de la dislocation de l'URSS. Il a été reconnu par le CIO en 1993.